# Bartodzieje (powiat zwoleński)
Bartodzieje – wieś w Polsce położona w województwie mazowieckim, w powiecie zwoleńskim, w gminie Tczów. Ma status sołectwa.
| SIMC    | Nazwa     | Rodzaj    |
| ------- | --------- | --------- |
| 0639707 | Mostki    | część wsi |
| 0639713 | Place     | część wsi |
| 0639720 | Pod Lasem | część wsi |
| 0639736 | Wybrańce  | część wsi |

W latach 1954–1959 wieś należała i była siedzibą władz gromady Bartodzieje, po jej zniesieniu w gromadzie Tczów. W latach 1975–1998 miejscowość należała administracyjnie do województwa radomskiego.
Początki istnienia wsi datują się na XIII-XIV wiek. Istnieje dokument z 1260 r. o nadaniach uczynionych przez Bolesława księcia krakowskiego. Dziesięcinę z tej wsi pierwotnie pobierała kolegiata sandomierska, a następnie klasztor wąchocki. Wg Długosza w połowie XV w. wieś królewska mająca łany kmiece i dwa łany sołtysie dające dziesięcinę (do 20 grzywien) plebanowi w Tczowie. W drugiej połowie XVI w. należała do powiatu radomskiego województwa sandomierskiego. Wieś ma burzliwą historię. W czasie wojen i powstań narodowowyzwoleńczych dochodziło na jej terenach do bitew. Z części wsi, zwanej Wybrańce, zabierano mężczyzn (poborowych) do dwudziestoletniej służby w armii carskiej. Wg Słownika geograficznego Królestwa Polskiego i innych krajów słowiańskich, Warszawa 1880, (tom I str. 111–112) wieś należała do powiatu kozienickiego, gminy i parafii Tczów. 83 domy zaludniało 704 mieszkańców, włościanie mieli 1509 mórg ziemi.  Wcześniej, w 1827 r. było 80 domów z 538 mieszkańcami. 
W 1929 r. wieś zamieszkiwało 840 osób. We wsi było dwóch kowali, sklep tytoniowy, młyn i wiatrak.
W XXI w. Bartodzieje liczą ok. 130 domów. Przez wieś przebiega droga powiatowa o nawierzchni asfaltowej. Charakter typowo rolniczy, dominuje hodowla trzody chlewnej i produkcja mleka.
Wierni Kościoła rzymskokatolickiego należą do parafii św. Jana Chrzciciela w Tczowie.